# IV Марсов легион
IV Марсов легион (лат. Legio IV Martia) — один из легионов поздней Римской империи.
Его прозвище означает, что он был посвящён римскому богу войны Марсу. Данное подразделение было основано, по всей видимости, либо Аврелианом, либо Диоклетианом для усиления ослабленной после узурпации царицы Зенобии римской армии в Каменистой Аравии. В качестве создателя легиона рассматривается также и император Галерий. Лагерь легиона располагался недалеко от современного города Равва и предназначался для двух тысяч бойцов. После землетрясения в 363 году лагерь восстанавливался.
В начале V века, согласно Notitia Dignitatum IV Марсов легион находился под командованием дукса Аравии и дислоцировался в Беффоре. Землетрясения 505 и 551 года привели к окончательному уничтожению базы подразделения. Самуэль Томас Паркер проводил здесь между 1980 и 1989 годами 5 раскопок.